# Club Grupo Universitario (Tandil)
Grupo Universitario es un club deportivo argentino de la ciudad de Tandil, provincia de Buenos Aires.
En fútbol a nivel nacional ha disputado el Torneo del Interior, dos temporadas del Torneo Argentino A, ocho del Torneo Argentino B, Copa Argentina y el Torneo Regional Federal Amateur.
Su mejor resultado lo obtuvo al consagrarse como uno de los ganadores del Torneo del Interior 1986-87, clasificando al Torneo Zonal que otorgaba un ascenso al Nacional B, la segunda categoría del fútbol argentino. Allí vence en cuartos de final a Racing Club (Trelew) pero pierde la semifinal frente a Almirante Brown de Isidro Casanova, que finalmente logra el ascenso.
En Copa Argentina la mejor participación fue en la 2012-13 cuando alcanzó la Cuarta eliminatoria luego de vencer 3 a 0 a Huracán de Tres Arroyos y por penales a Alvear FBC, hasta que perdió 1 a 0 frente a Santamarina.
A nivel regional participa en la Liga Tandilense de Fútbol, donde obtuvo cinco títulos.  
Otras actividades desarrolladas son el baloncesto y el fútbol femenino.

## Datos del club
- Temporadas en Primera División: 0

- Temporadas en Primera B Nacional: 0

- Participaciones en Torneo Regional: 0

- Temporadas en Tercera división: 3

- Temporadas en Torneo del Interior: 1 (1986-87)
- Temporadas en Torneo Argentino A: 2 (1995-96 y 1996-97)

- Temporadas en Cuarta división: 9
  - Temporadas en Torneo Argentino B: 8 (2003-04 - 2012-13).
  - Temporadas en Torneo Regional Federal Amateur: 1 (2019).
- Temporadas en Quinta división: 2
  - Temporadas en Torneo del Interior/Federal C: 2 (Torneo del Interior 2014, Torneo Federal C 2016).

## Palmarés

### Fútbol
- Liga Tandilense de Fútbol: 5
- Ganador del Torneo del Interior 1986-87